# 布里斯托灣 (阿拉巴馬州)
布里斯托灣（英語：Bristow Cove）是一個位於美國阿拉巴馬州埃托瓦縣的非建制地區和人口普查指定地區。根據2010年美國人口普查，該地人口為900人。

## 地理
布里斯托灣的座標為34°06′33″N 86°14′28″W / 34.10916°N 86.24111°W，而該地最高點為海拔高度310米（即1020英尺）。